# Macrostomum gilberti
Macrostomum gilberti är en plattmaskart. Macrostomum gilberti ingår i släktet Macrostomum och familjen Macrostomidae. Inga underarter finns listade i Catalogue of Life.